# Serrognathus thoracicus
Serrognathus thoracicus is een keversoort uit de familie vliegende herten (Lucanidae). De wetenschappelijke naam van de soort is voor het eerst geldig gepubliceerd in 1902 door Mollenkamp.